# Adam Czarka

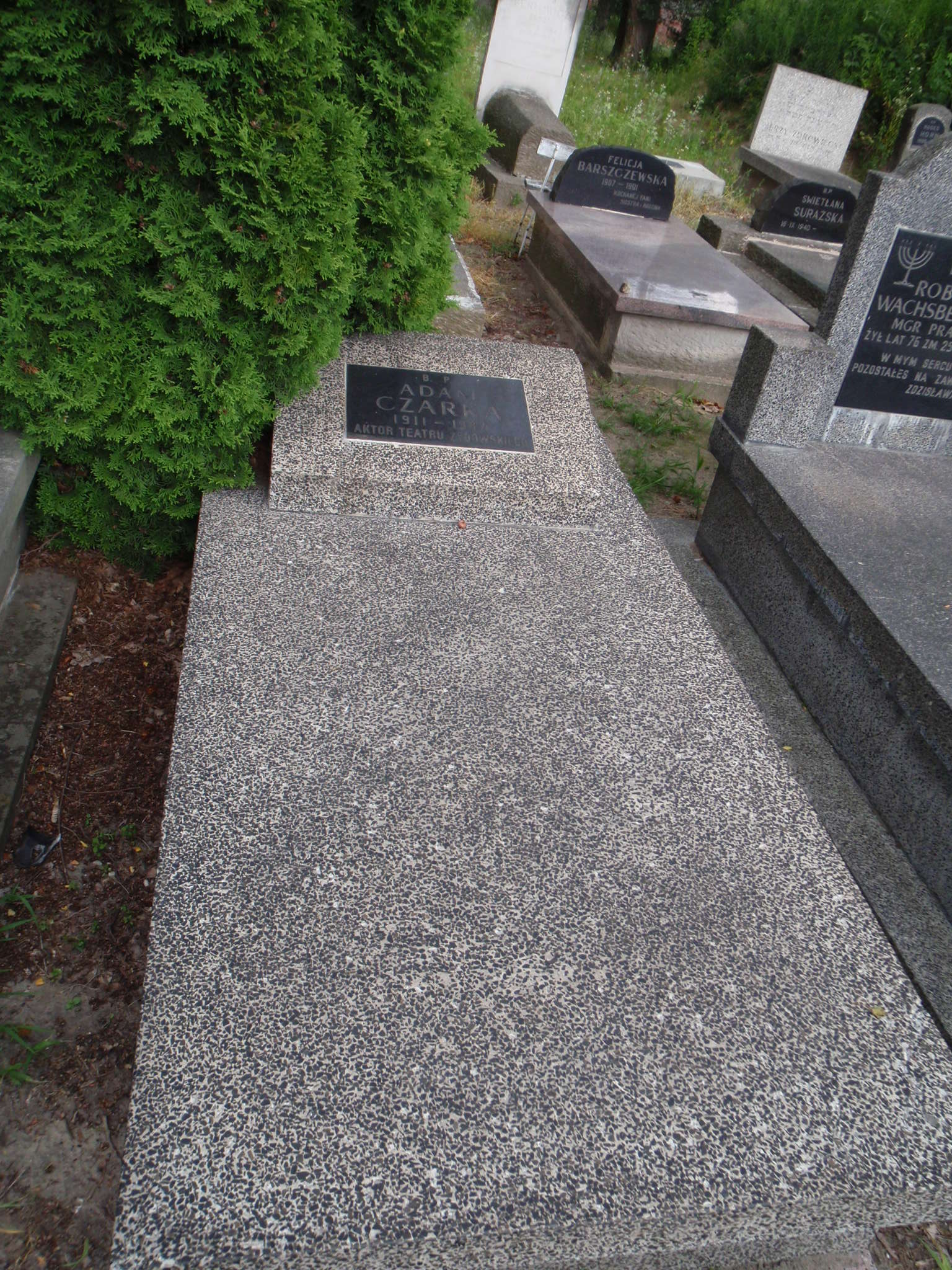
Grób Adama Czarki na cmentarzu żydowskim w Warszawie

Adam (Abram) Czarka (jid. אברהם טשארקא; ur. 1911, zm. 22 stycznia 1987 w Warszawie) – polski aktor teatralny żydowskiego pochodzenia, wieloletni aktor Teatru Żydowskiego w Warszawie, przed II wojną światową aktor Teatru Młodych we Lwowie.
Pochowany jest na cmentarzu żydowskim przy ulicy Okopowej w Warszawie (kwatera 8).

## Kariera
| Teatr Żydowski w Warszawie - 1985: Wielka wygrana – jako Reb Cudyk. - 1984: Sen o Goldfadenie – jako sprzedawca płótna. - 1984: Rabin i błazen – jako Chasyd Baruch. - 1981: Poszukiwacze złota – jako Nysł Miłosierny. | - 1985: War and Love. - 1984: Trzy młyny. - 1984: Kim jest ten człowiek. - 1982: Austeria – jako Chasyd „Garbaty”. |